# 자단선선인장
자단선선인장(刺團扇仙人掌, 학명: Opuntia humifusa 오푼티아 후미푸사[*])은 선인장과의 다육 식물이다. 식물과 그 열매가 천년초(千年草)라는 이름으로도 알려져 있으며, "백년초"로 불리는 보검선인장과 함께 한국 제주도에서 자생하는 귀화종 선인장류이다. 원산지는 북아메리카이다.

## 사진

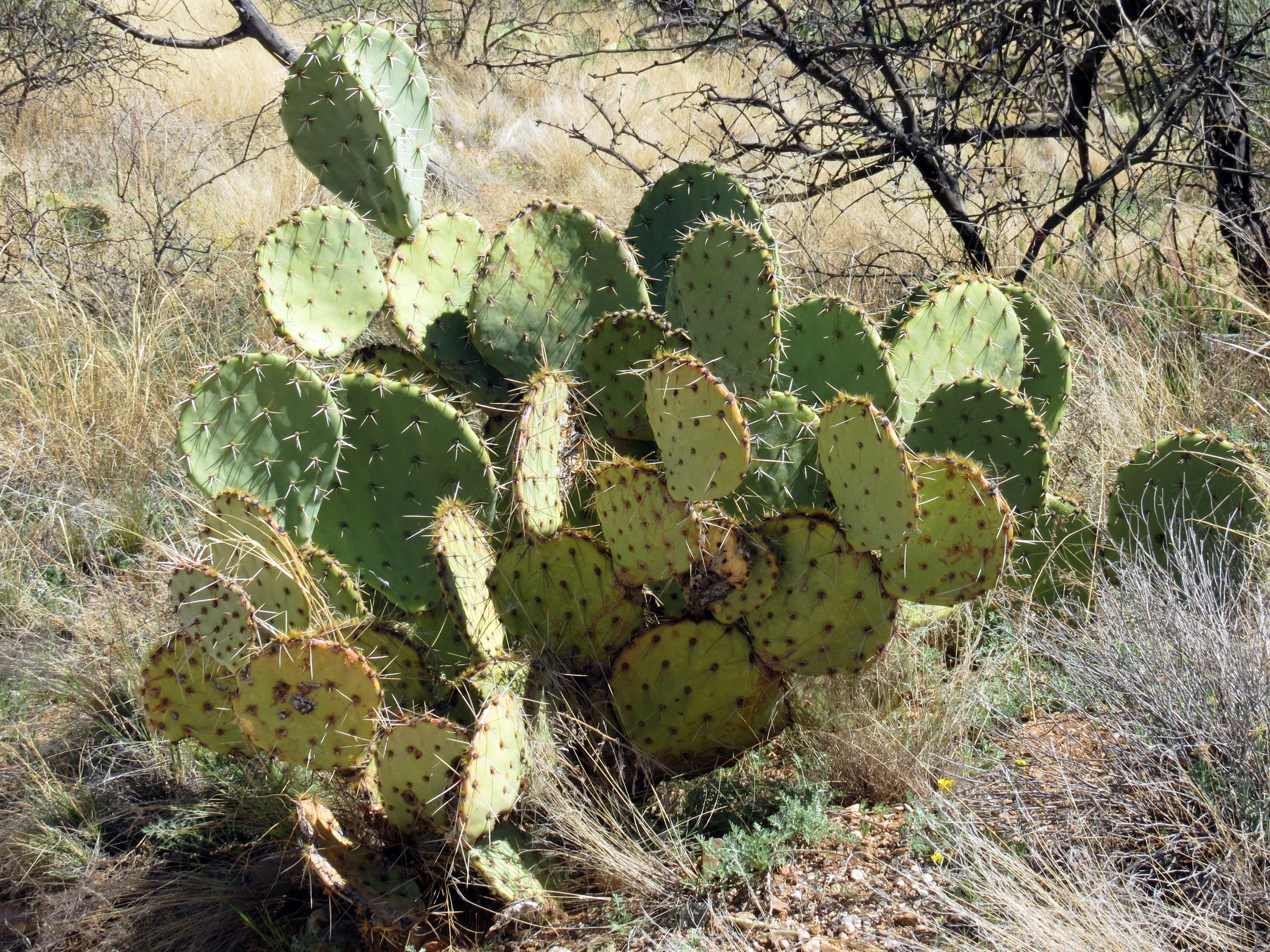
자단선선인장
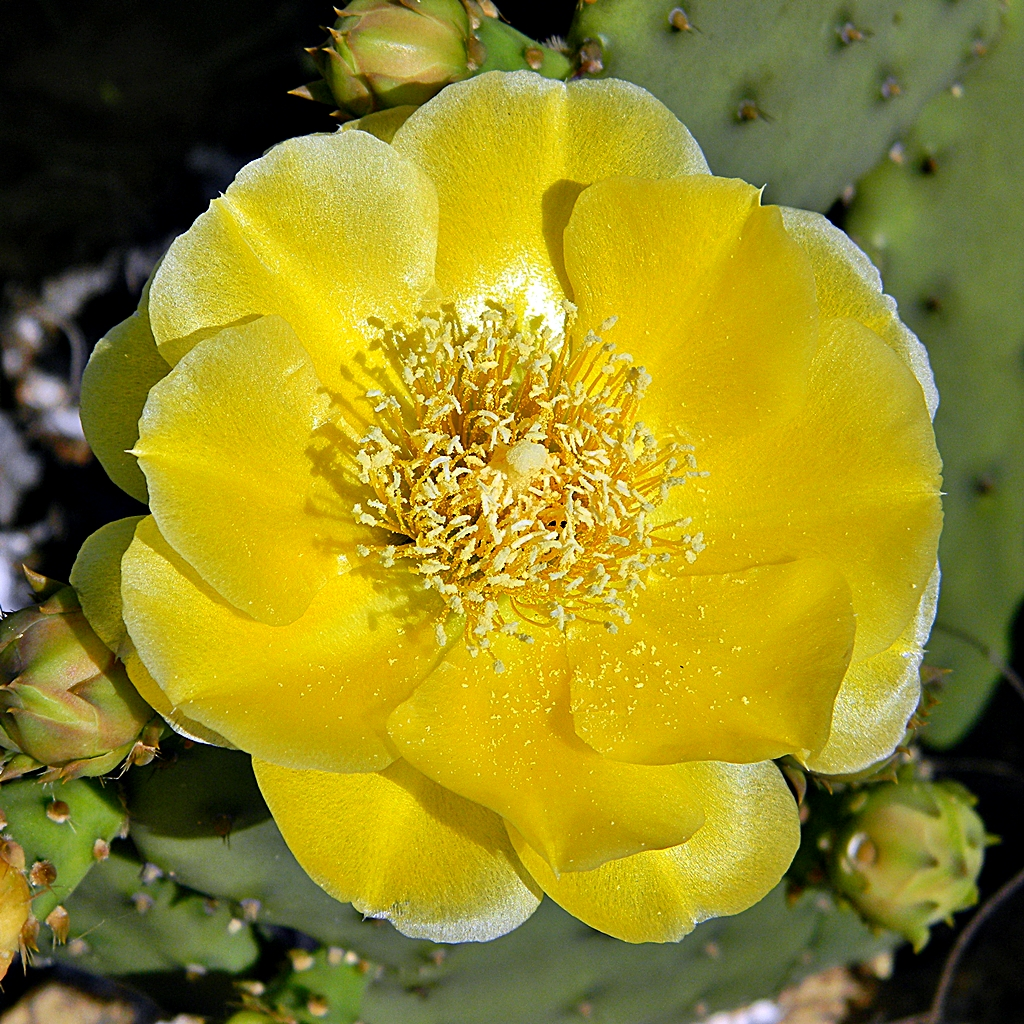
꽃
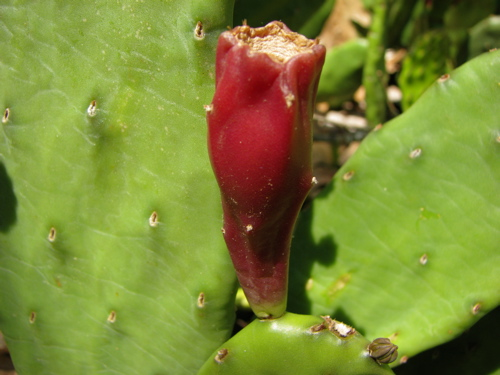
열매
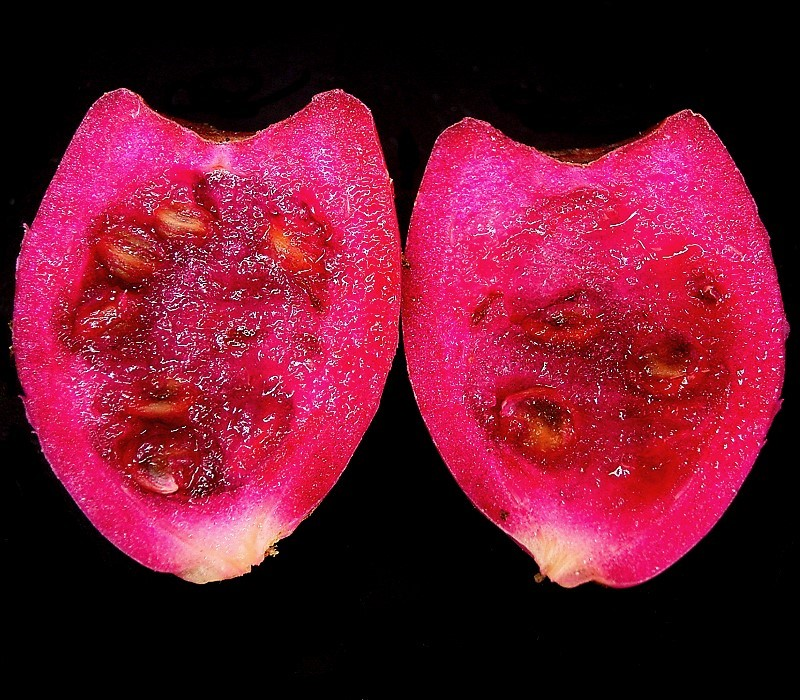
열매 단면